# Anti-Liban
L'Anti-Liban (arabe : سلسلة جبال لبنان الشرقية, « Montagne orientale du Liban ») est une chaîne de montagnes du Proche-Orient culminant à 2 814 mètres d'altitude. Parallèle à la chaîne du mont Liban, elle en est séparée par la vallée de la Bekaa. Sa ligne de crête correspond à peu près à la frontière libano-syrienne.

## Géographie
La chaîne de l'Anti-Liban est longue de plus ou moins 150 km. Au nord, elle s'étend jusqu'à la latitude de la ville syrienne de Homs. Au sud, la chaîne se prolonge par le plateau du Golan. À l’ouest, du côté libanais, elle domine la vallée intérieure de la Bekaa et à l’est, du côté syrien, elle domine la Ghouta de Damas et le désert de Syrie.

### Topographie
La montagne a un aspect massif et ramassé, ce qui en fait un obstacle difficile à franchir. Le relief n'y est pas aussi découpé que celui du mont Liban. Ses hautes surfaces tabulaires s'élèvent à plus de 2 500 m. Elle se divise en deux parties, séparées par le col de Deir el Achayer par lequel passe la route qui relie la Bekaa au Liban à Damas en Syrie.
La section nord est identifiée à l'Anti-Liban proprement-dit dans la dénomination occidentale. Elle culmine à 2 669 mètres au Talat Moussa, sommet situé sur le territoire syrien. La section sud, le mont Hermon (Jabal el-Cheikh, en arabe) culmine sur la frontière libano-syrienne à 2 814 mètres d'altitude. C'est une pyramide imposante qui domine la Bekaa méridionale et le Golan syrien.
Le climat de l'Anti-Liban est aride mais les hauts sommets sont couverts de neige la plus grande partie de l'année.

### Démographie
Les versants de l’Anti-Liban sont peu peuplés, à l’exception du versant occidental du mont Hermon qui comporte une trentaine de gros villages, le plus important étant celui de Rachaya.